# Borseggio

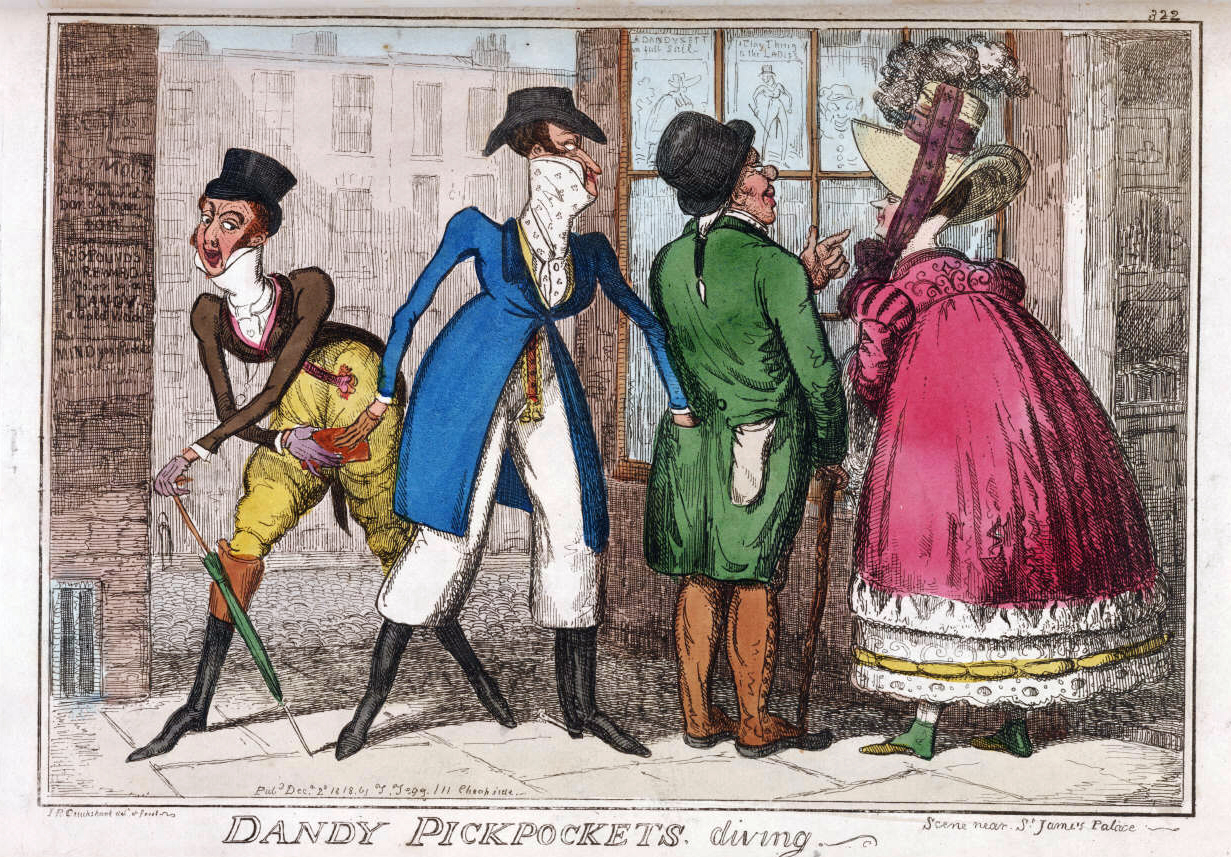
Dandy PickPockets Diving: Scene Near St. James Palace (1818) di I. R. Cruikshank

Il borseggio è una forma di furto di denaro o altri oggetti di valore dalle tasche o dall'interno di un contenitore che la vittima porta con sé o addosso, senza che questa se ne accorga nel momento in cui viene compiuto. Può richiedere una notevole destrezza e un talento per il misdirection. Un ladro che opera in questo modo è conosciuto come borseggiatore.
Il borseggio è simile allo scippo ma si differenzia in quanto quest'ultimo avviene con azione generalmente violenta o rapida e non all'insaputa della vittima, e riguarda l'intero oggetto (borsa, orologio ecc.).

## Il borseggio professionistico a scopo criminale

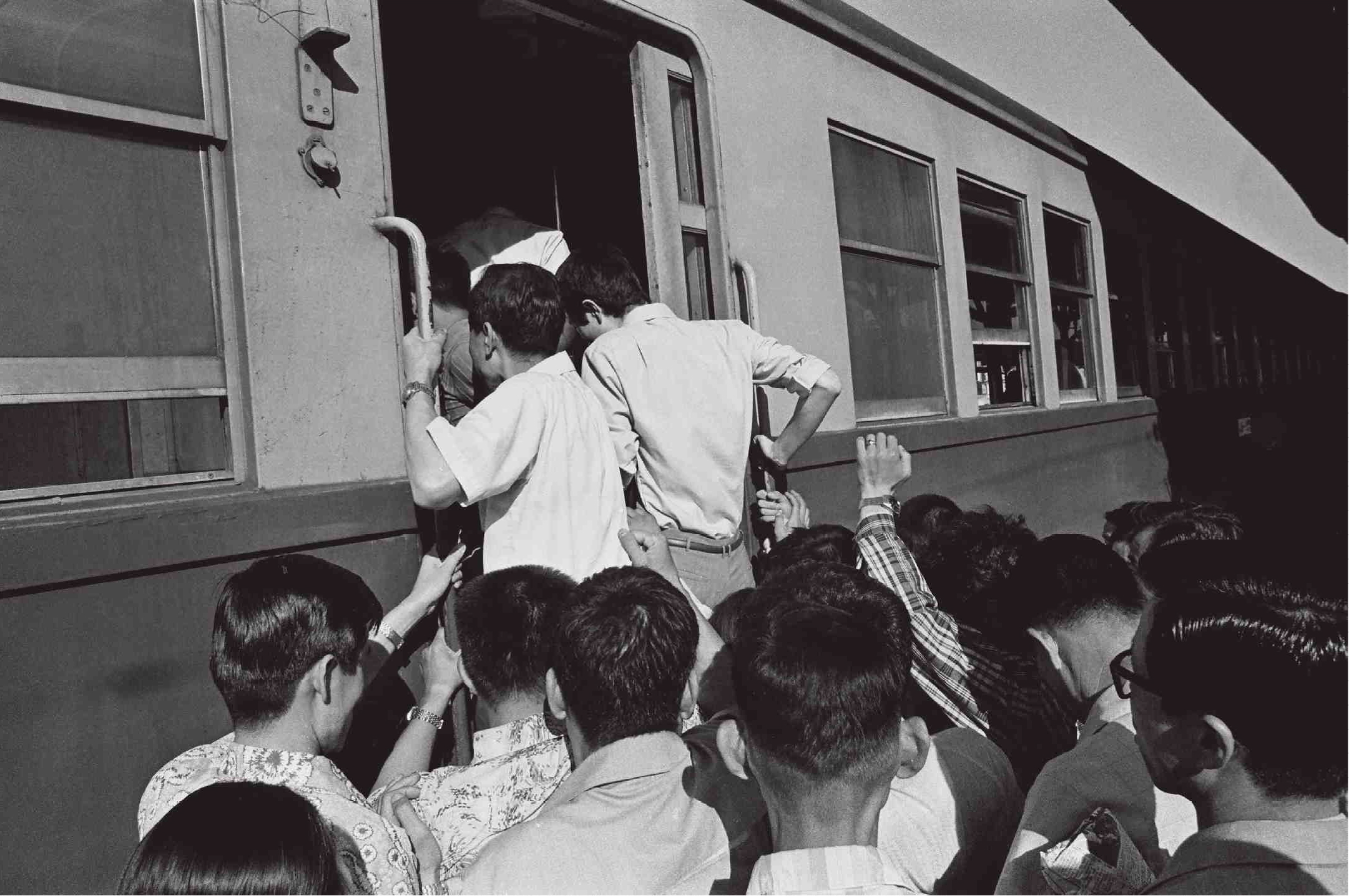
Banda di borseggiatori alla stazione di Dongincheon a Incheon, Corea del Sud (1972)

Borseggiatori e altri ladri, specialmente quelli che lavorano in gruppo, a volte usano diversivi per distrarre la vittima, come farle una domanda o urtarla fingendo che sia accidentale. Queste azioni di distrazione a volte richiedono destrezza, velocità, depistaggio e altri tipi di abilità.
I borseggiatori si possono trovare in qualsiasi luogo affollato in tutto il mondo. Tuttavia, Barcellona e Roma sono considerate come paradisi per i borseggiatori e particolarmente pericolose per le potenziali vittime. È noto che questi ladri operano in aree ad alto traffico come le stazioni di trasporto di massa, salendo persino a bordo dei treni della metropolitana in modo da poter sfruttare le distrazioni della folla e gli improvvisi movimenti stop-and-go del treno per derubare i passeggeri. Non appena i ladri hanno ottenuto ciò che volevano, scendono semplicemente alla fermata successiva lasciando la vittima incapace di capire chi li ha derubati e quando.

## Il borseggio a scopo d'intrattenimento
Le abilità di borseggio sono impiegate da alcuni maghi come forma di intrattenimento, prendendo un oggetto addosso a uno spettatore e restituendolo senza che questi si sia reso conto di averlo perso. Borisav Milojković Borra, probabilmente il borseggiatore da palcoscenico più famoso di tutti i tempi, è diventato l'artista europeo più pagato nei circhi negli anni '50. Per 60 anni veniva pubblicizzato come "il re dei borseggiatori" e ha incoraggiato suo figlio, Charly, a seguire il suo astuto mestiere, tanto da meritarsi l'appellativo "il principe dei borseggiatori".
Henri Kassagi, un illusionista franco-tunisino, ha agito come consulente tecnico nel film Diario di un ladro di Robert Bresson del 1959 ed è apparso come istruttore e complice del personaggio principale. L'intrattenitore britannico James Freedman ha creato le sequenze del borseggiatore per il film Oliver Twist del 2005 diretto da Roman Polanski.
L'illusionista americano David Avadon ha fatto del borseggio il suo marchio di fabbrica per più di 30 anni e si è promosso come "un audace borseggiatore con un'affascinante finezza" e "il principale borseggiatore di mostre del paese, uno dei pochi maestri al mondo di quest'arte underground".
Secondo Thomas Blacke, un illusionista americano che detiene diversi record mondiali, al giorno d'oggi è diventato più difficile borseggiare sia per strada che sul palco perché la popolazione in generale indossa meno vestiti o più leggeri. Nel 2015 un artista ha assunto un borseggiatore per distribuire sculture alla Frieze Art Fair di New York.

## Metodi

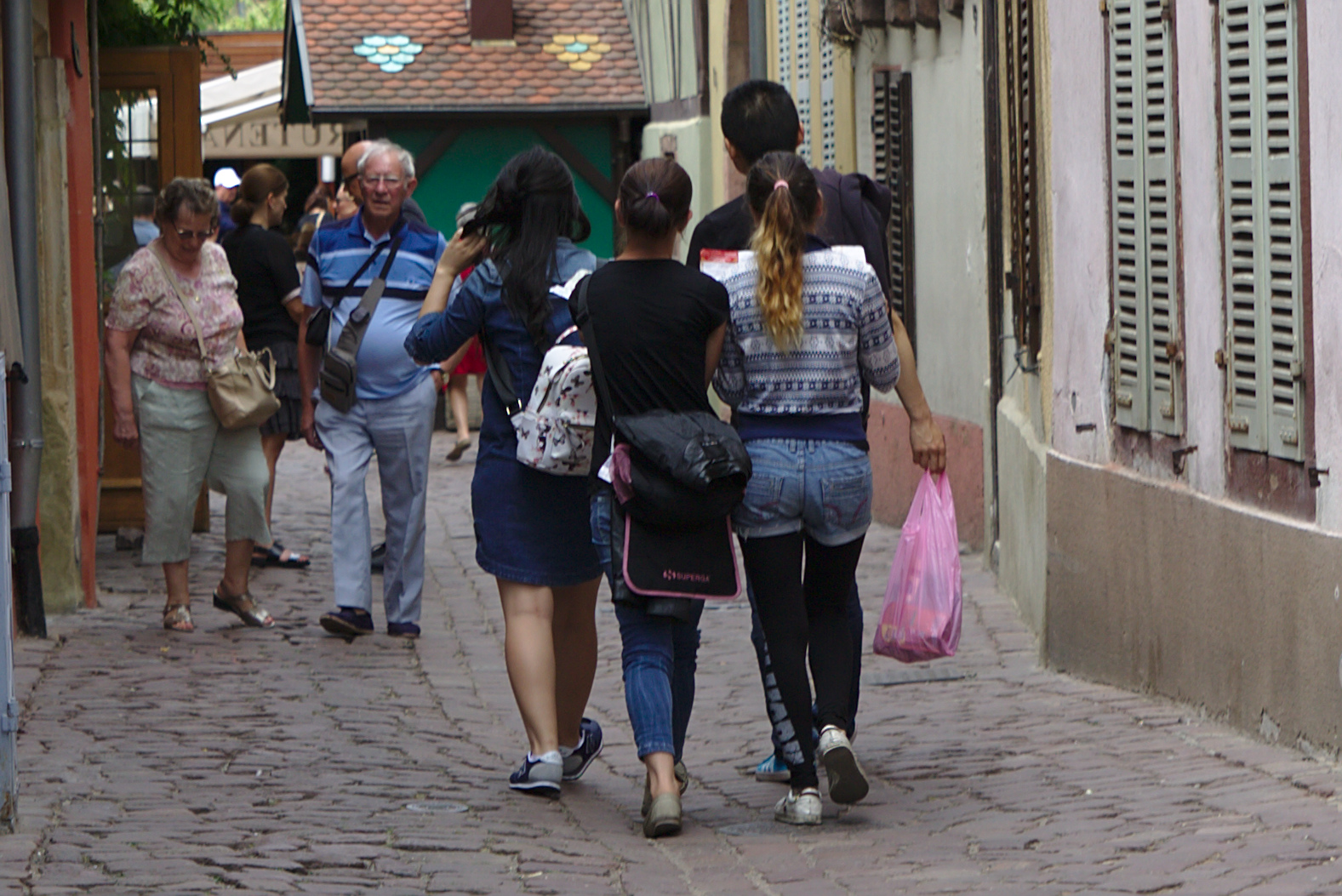
Due borseggiatori si preparano a derubare i turisti a Colmar, in Francia

Il borseggio richiede spesso diversi livelli di abilità, basandosi su un misto di destrezza e depistaggio. Per ottenere la giusta disattenzione o distrazione, i borseggiatori sfrutteranno le comuni occasioni di distrazione offerte dalla folla o creeranno situazioni avvalendosi di complici.
Il borseggio prospera ancora in Europa e in altri Paesi con alta frequentazione di turisti, ed è più comune nelle aree affollate e negli assembramenti.
A volte i borseggiatori mettono cartelli che avvertono i turisti di stare attenti ai borseggiatori. Ciò fa sì che le persone si preoccupino e controllino rapidamente se i loro oggetti di valore si trovino ancora al loro posto, mostrando così ai delinquenti esattamente dove cercarli. Una volta che un borseggiatore individua una persona da derubare, spesso chiamata "marchio" o vittima, il borseggiatore creerà o cercherà un'opportunità per farlo.
I metodi più comuni utilizzati dai borseggiatori moderni sono:
- Strappare ad un passante gli oggetti che indossa mentre sono alla guida di un mezzo (scippo). Questo metodo è comune in città come Londra, dove i ciclomotori sono un mezzo di trasporto comune.
- Offrirsi di aiutare qualcuno a portare i bagagli, per poi scomparire con essi in una zona affollata. Questo metodo funziona bene perché dà alla vittima un falso senso di fiducia nei confronti del borseggiatore.
- Questa tecnica coinvolge una squadra di tre o più persone e un'area affollata. Dopo aver trovato il loro bersaglio, due dei borseggiatori rallentano mentre camminano davanti alla loro vittima apparendo come una coppia smarrita. Nel frattempo, il marchio è bloccato dietro di loro mentre un complice dei ladri scruta inosservato nelle sue borse o tasche.
- Nei luoghi dove molte persone sono costrette a stringersi per attraversare una piccola porta, come quella nei treni, un borseggiatore sfrutta questa opportunità per infilare le mani nelle tasche della gente e passare inosservato.
- Con l'aiuto di un complice, una finta coppia o un gruppo si avvicina e chiede aiuto alla vittima. Ad esempio, può essere per scattare una foto, tenere la borsa o semplicemente chiedere indicazioni e fargli tenere una mappa. Mentre la vittima è impegnata a dare l'aiuto richiesto, il complice dei ladri ne approfitta per frugare nelle sue borse.
- Avvalersi di un bambino per borseggiare o per distrarre la vittima è comune in molti Paesi.
- L'urto "accidentale" è il più famoso dei metodi ed è spesso mostrato nei film. Consiste nel borseggiatore che urta la vittima in modo poco appariscente, consentendogli di accedere alle sue tasche. L'urto di solito richiede un gioco di prestigio esperto.
- Un'altra tecnica comune è il cosiddetto taglia e afferra; il borseggiatore taglia una borsa o una tracolla all'insaputa del marchio e se ne va con questa. Può quindi prendere il contenuto di valore e abbandonare la borsa e qualsiasi elemento di identificazione nella spazzatura o in un vicolo.[12]

## Borseggiatori famosi nella finzione letteraria e nella realtà

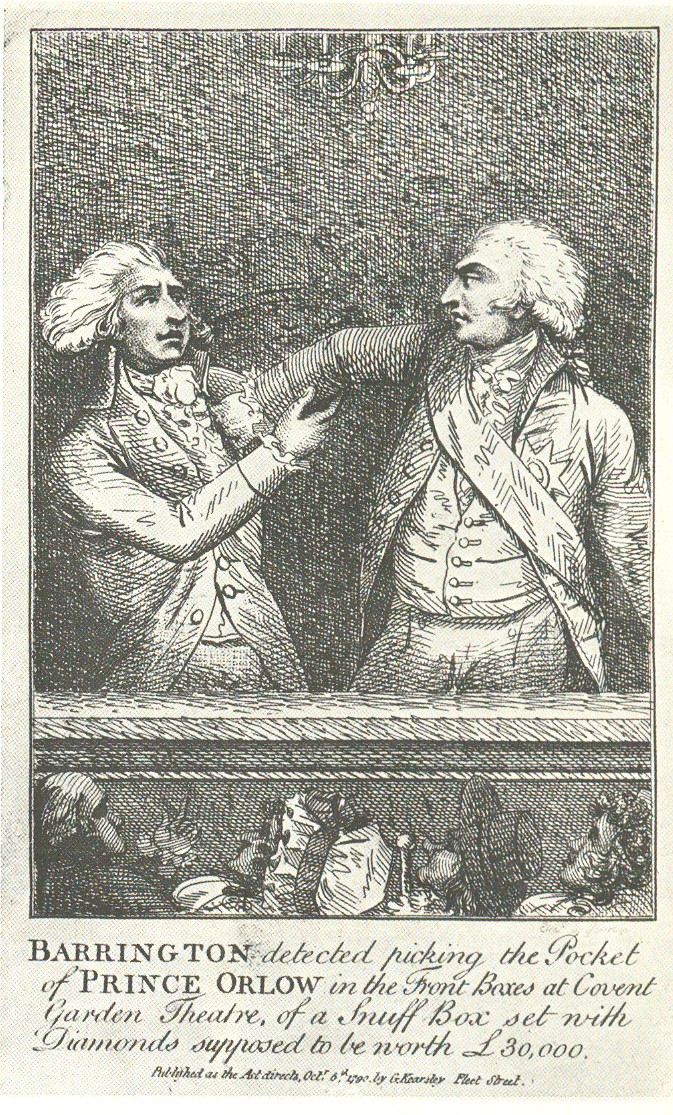
Incisione del XVIII secolo che mostra il borseggiatore George Barrington arrestato in azione

Tra i più famosi borseggiatori di fantasia si ricordano Artful Dodger e Fagin, personaggi del romanzo di Charles Dickens Oliver Twist (1838). Tra i borseggiatori storici, sono noti: la prostituta irlandese Chicago May (Mary Ann Duignan), citata in molti libri; Mary Frith, soprannominata Molly Tagliaborse; la banda di banditi di Gubbins; e Cutting Ball, un famigerato ladro del periodo elisabettiano. Le fughe, gli arresti e i processi di George Barrington furono ampiamente descritti nella stampa londinese della fine del XVIII secolo.

## Storia

### I borseggi nel XVII e XVIII secolo

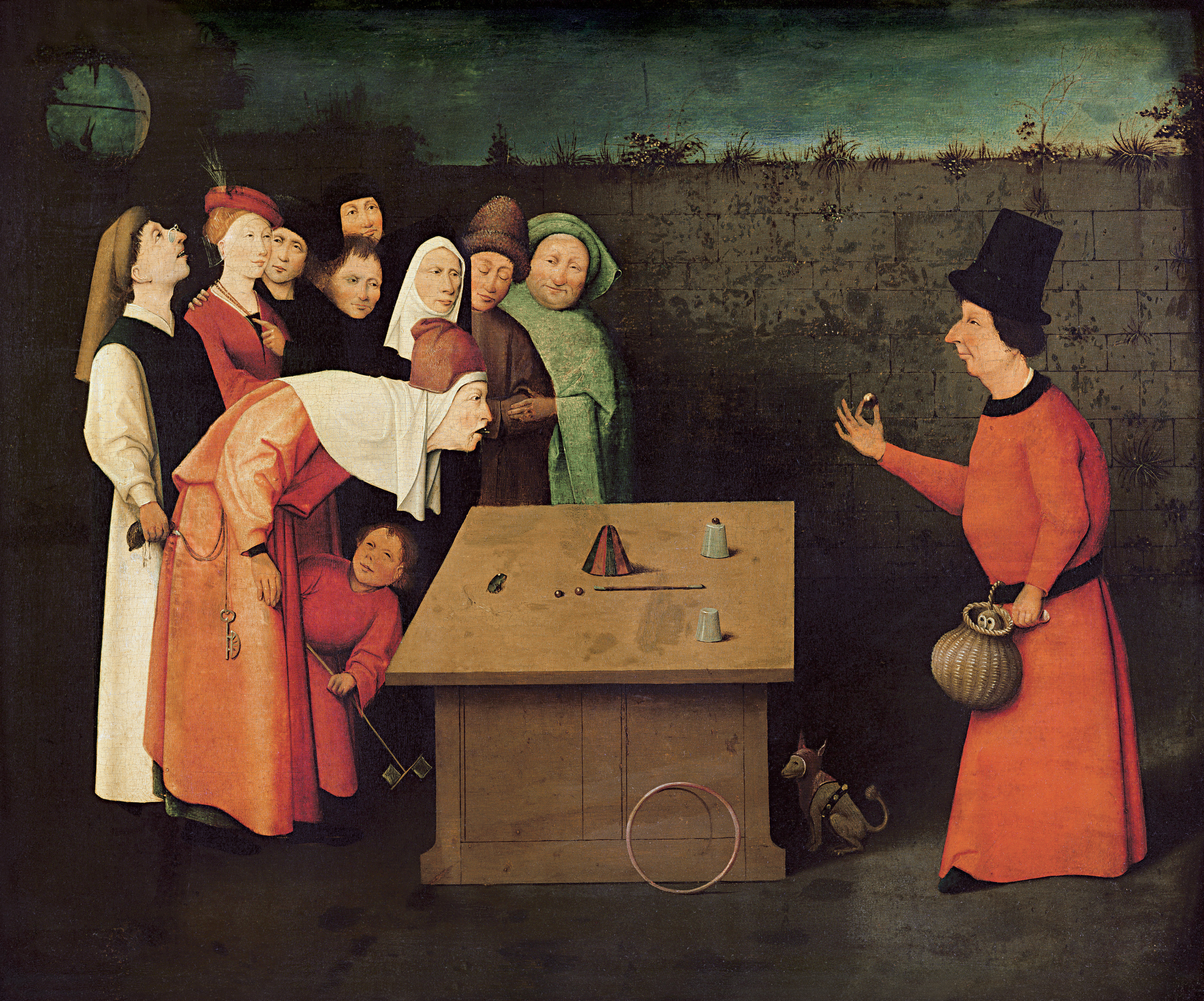
Hieronymus Bosch : Il prestigiatore, 1475–1480. Un borseggiatore, in combutta con il prestigiatore, è mostrato all'estrema sinistra.

I secoli XVII e XVIII videro un numero significativo di borseggiatori, uomini e donne, che operavano in luoghi pubblici e/o privati e rubavano oggetti di vario genere. Alcuni di quei borseggiatori sono stati catturati e perseguiti per il loro furto, tuttavia, nella maggior parte dei casi, sono riusciti a evitare la punizione (se sono stati abbastanza abili da non essere scoperti o sono stati assolti in tribunale). Anche se oggi li chiamiamo "borseggiatori", non è necessariamente così che venivano definiti nel XVII secolo: a volte venivano chiamati "tagliaborse", come si può vedere in alcune ballate popolari del XVII secolo.
All'epoca, non esistevano le tasche cucite ai vestiti come ai tempi moderni: le tasche erano una piccola borsa che le persone indossavano vicino al proprio corpo. Ciò era particolarmente vero per le donne, poiché le tasche degli uomini erano cucite "nelle fodere dei loro cappotti". Le tasche delle donne erano indossate sotto un capo di abbigliamento, e non appese all'esterno come borse o sportine. Queste tasche esterne erano ancora di moda fino alla metà del XIX secolo.

### Genere
I borseggi nel XVIII secolo erano commessi sia da uomini che da donne (guardando ai casi di borseggio perseguiti, sembra che ci fossero più imputate donne che uomini). Insieme al taccheggio, il borseggio era l'unico tipo di crimine commesso più da donne che uomini. Sembra che nel XVIII secolo la maggior parte dei borseggiatori rubasse per necessità economiche: spesso erano poveri e non avevano alcun sostegno economico, e la disoccupazione era "la principale causa di povertà", che portava la maggior parte dei bisognosi a borseggiare.
Nella maggior parte dei casi, i borseggiatori operavano a seconda delle opportunità che avevano: se vedevano qualcuno che indossava un orologio d'argento o con un fazzoletto sporgente dalla tasca, i borseggiatori rubavano l'oggetto: il furto, in questi casi, non era stato premeditato. Tuttavia, alcuni borseggiatori lavoravano in gruppo, nel qual caso pianificavano i furti, anche se non potevano essere sicuri di ciò che avrebbero ottenuto (Moll Flanders di Defoe fornisce diversi esempi di come i borseggiatori lavorassero in squadra o in proprio, quando il personaggio omonimo diventa un ladro per necessità).
I processi contro i borseggiatori all'Old Bailey tra il 1780 e il 1808 dimostrano che i borseggiatori maschili erano un po' più giovani di quelli femminili: il 72% degli uomini borseggiatori condannati all'epoca aveva un'età compresa tra i 20 e i 30 anni, mentre il 72% delle donne condannate per borseggi era di età compresa tra i 20 e i 40 anni.
Una ragione che potrebbe spiegare perché le donne borseggiatrici fossero più anziane è che la maggior parte delle donne borseggiatrici erano prostitute (questo spiega perché pochissime donne sotto i 20 anni sono state condannate per borseggio). Alla fine del XVIII secolo, il 76% delle donne imputate erano prostitute e, di conseguenza, le vittime dei borseggiatori erano più spesso uomini che donne.
Nella maggior parte dei casi, queste giacevano con uomini (che erano spesso ubriachi) e approfittavano della situazione per derubare i loro clienti. Gli uomini derubati dalle prostitute spesso rinunciavano a denunciare le borseggiatrici, poiché avrebbero dovuto riconoscere il loro "comportamento immorale". I pochi uomini che hanno deciso di denunciare le prostitute che hanno svuotato le loro tasche, sono stati spesso derisi in tribunale, e pochissime borseggiatrici hanno finito per essere dichiarate pienamente colpevoli.
Gli uomini perseguiti per borseggio e che avevano meno di 20 anni erano spesso bambini che operavano in bande, sotto l'autorità di un adulto che li addestrava al furto. I bambini coinvolti in queste bande erano orfani (o perché abbandonati o perché i loro genitori erano morti), e l'intero rapporto che avevano con l'adulto che governava la banda e gli altri bambini era quello di una "famiglia surrogata". Oliver Twist di Charles Dickens fornisce un buon esempio di come gli orfani venivano reclutati e trasformati in criminali di strada.

### Modalità operative e obiettivi

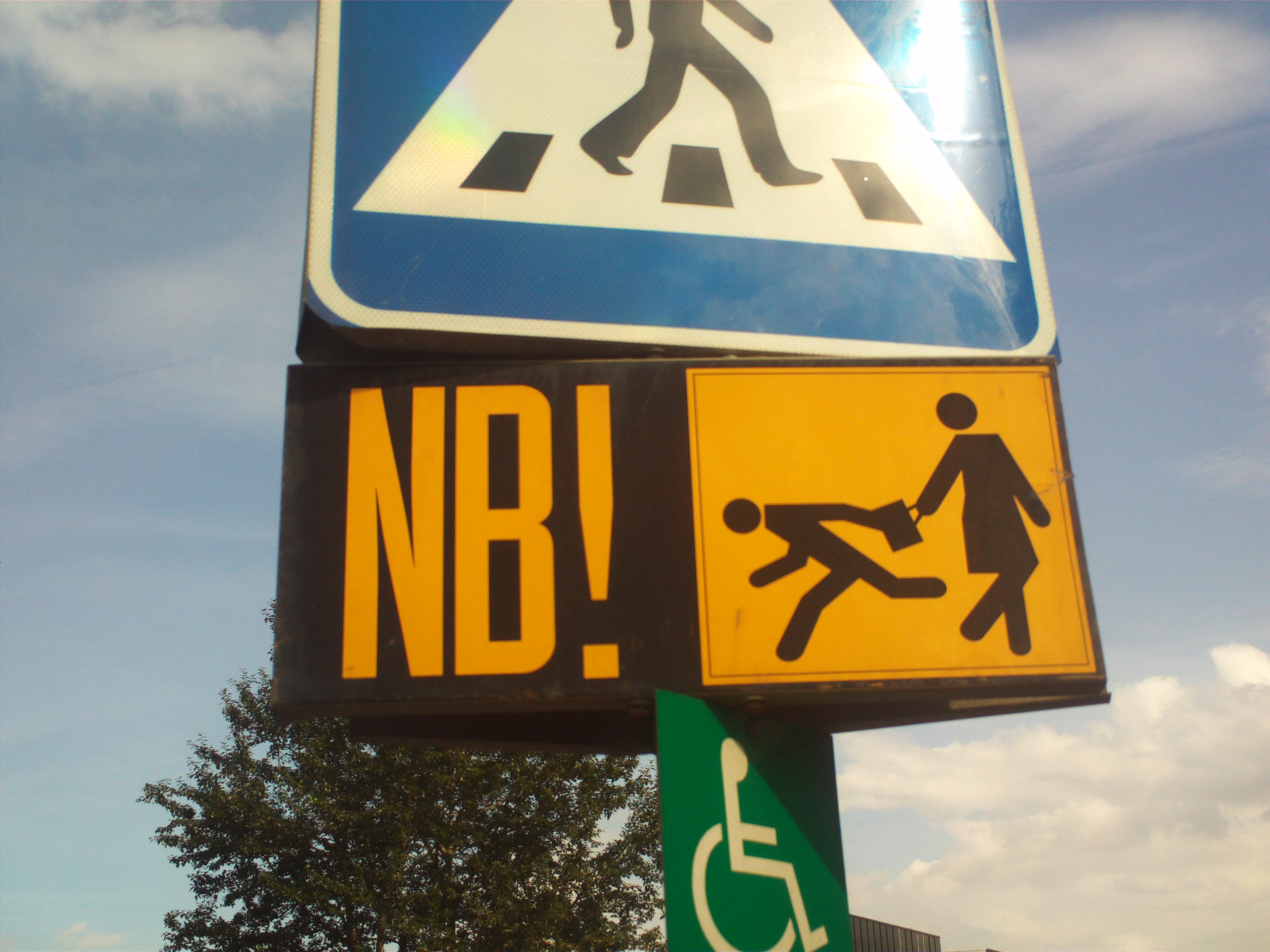
Segnale di avvertimento borseggiatore a Tallinn, Estonia

I borseggiatori uomini e donne tendevano ad operare in luoghi diversi: l'80% degli uomini operava in aree pubbliche mentre il 78% delle donne agiva in luoghi appartati. Ciò può essere spiegato dal fatto che la maggior parte delle borseggiatrici erano prostitute, derubando le loro vittime nel loro alloggio dopo essere state con loro. I borseggiatori maschi, d'altra parte, tendevano ad operare in luoghi pubblici perché non avevano le opportunità che avevano le prostitute.
Il fatto che uomini e donne non operassero negli stessi luoghi li portava a rubare diversi tipi di oggetti: gli uomini rubavano soprattutto fazzoletti, perché erano uno degli oggetti più facili da prendere a qualcuno senza che se ne accorgesse. Le donne tendevano a rubare orologi (alcune borseggiatrici rubavano orologi anche in luoghi pubblici, ma era più difficile) e borse con denaro. Quando si difendevano in tribunale, le prostitute spesso sostenevano che il denaro era stato un regalo della vittima e riuscivano a essere assolte, poiché gli uomini che le accusavano erano spesso ubriachi al momento del furto e non venivano presi sul serio in tribunale.

### Legislazione
Secondo la legge britannica, il borseggio venne considerato un reato capitale dal 1565 in poi: ciò significava che era punibile con l'impiccagione. Tuttavia, perché il reato fosse considerato capitale, l'oggetto rubato doveva valere più di 12 centesimi, altrimenti era considerato piccolo furto, che evitava la pena capitale al ladro.
La legge del XVIII secolo stabiliva anche che solo il ladro poteva essere perseguito, qualsiasi complice o destinatario dell'oggetto rubato non poteva essere ritenuto colpevole del crimine: "Questo significava che, se due persone fossero state incriminate insieme, e non ci fossero state prove chiare che uno di loro avesse materialmente preso l'oggetto, nessuno dei due sarebbe stato ritenuto colpevole".
Inoltre, per poter perseguire qualcuno per borseggio, la vittima del furto non doveva essersi resa conto di essere stata derubata. Nel 1782, un caso all'Old Bailey chiarì che ciò avrebbe impedito alle persone che erano state derubate mentre erano ubriache di accusare l'imputato (nella maggior parte dei casi riguardava uomini che erano stati derubati da prostitute): Le vittime dei borseggiatori che erano ubriache al momento del furto sono state considerate parzialmente responsabili di essere state derubate.
Anche se i borseggiatori avrebbero dovuto essere impiccati per il loro crimine, questa punizione veniva applicata raramente: il 61% delle donne accusate di borseggio venivano assolte e quelle che non venivano assolte spesso riuscivano a sfuggire alla pena capitale; in definitiva solo il 6% degli imputati accusati di borseggio tra il 1780 e il 1808 furono impiccati.
Nei casi di prostitute accusate di aver borseggiato pubblici ministeri uomini, il verdetto della giuria è stato molto spesso più favorevole alla donna imputata che all'uomo che la perseguiva. Gli uomini che erano stati a letto con le prostitute erano disapprovati dal tribunale. Uno dei motivi era che avevano scelto di togliersi i vestiti, erano anche ubriachi per la maggior parte del tempo, quindi erano ritenuti responsabili di essere stati derubati. L'altro motivo è che era considerato un male per un uomo frequentare una prostituta, motivo per cui in molti casi non c'era processo: la vittima si vergognava troppo di ammettere di essere stata con una prostituta.
In quei casi, poiché la giuria era spesso incline a disprezzare l'accusa e a schierarsi con l'imputato, quando non assolvevano completamente la donna giungevano spesso a un verdetto parziale e questo significava soprattutto la deportazione nelle colonie penali in America (è il caso di Moll Flanders), e successivamente in Australia.